# Oxira signata
Oxira signata är en fjärilsart som beskrevs av Schultz. 1937. Oxira signata ingår i släktet Oxira och familjen nattflyn. Inga underarter finns listade i Catalogue of Life.